# Torneo del Interior A 2025
El Torneo del Interior A de 2025 es la vigésimo-segunda edición del torneo organizado por la Unión Argentina de Rugby que reúne a los mejores clubes de todas las uniones de rugby de la Argentina, excluyendo a los clubes de la Unión de Rugby de Buenos Aires (URBA). Se llevará a cabo entre el 15 de marzo y el 27 de septiembre de 2025.
A partir de esta temporada se pondrán en marcha una serie de cambios importantes en el formato de competición y clasificación: el torneo pasará a disputarse en ventanas intercaladas entre los torneos regionales en lugar de al final de la temporada. Además, comenzaran a participar los clubes que disputaron el torneo en la temporada anterior en lugar de clasificar a través de los torneos regionales en cada temporada.

## Equipos participantes
Participarán de este torneo 16 clubes, los mismos que lo hicieron en la edición anterior, con la salvedad de los ascensos y descensos.
| Club                          | Torneo regional de origen    |
| ----------------------------- | ---------------------------- |
| Córdoba Athletic Club         | Torneo de Córdoba            |
| Jockey Club de Córdoba        | Torneo de Córdoba            |
| La Tablada                    | Torneo de Córdoba            |
| Palermo Bajo                  | Torneo de Córdoba            |
| Tala Rugby Club               | Torneo de Córdoba            |
| Urú Curé                      | Torneo de Córdoba            |
| CRAI                          | Torneo Regional del Litoral  |
| Duendes Rugby Club            | Torneo Regional del Litoral  |
| Estudiantes de Paraná         | Torneo Regional del Litoral  |
| Gimnasia y Esgrima de Rosario | Torneo Regional del Litoral  |
| Jockey Club de Rosario        | Torneo Regional del Litoral  |
| Santa Fe Rugby Club           | Torneo Regional del Litoral  |
| Los Tordos Rugby Club         | Torneo Regional del Oeste    |
| Marista Rugby Club            | Torneo Regional del Oeste    |
| Tucumán Lawn Tennis Club      | Torneo Regional del Noroeste |
| CURNE                         | Torneo Regional del Nordeste |

### Distribución geográfica de los equipos
Distribución geográfica de las sedes de los equipos participantes: 

## Fase de grupos

### Zona 1
| Pos. | Equipos                | Partidos | Partidos | Partidos | Tantos | Tantos | Tantos | Pts. |
| Pos. | Equipos                | G        | E        | P        | PF     | PC     | DP     | Pts. |
| ---- | ---------------------- | -------- | -------- | -------- | ------ | ------ | ------ | ---- |
| 1.°  | Marista                | 5        | 0        | 1        | 229    | 99     | +130   | 25   |
| 2.°  | Gimnasia y Esgrima (R) | 5        | 0        | 1        | 167    | 185    | -18    | 23   |
| 3.°  | Tucumán Lawn Tennis    | 2        | 0        | 4        | 154    | 208    | -54    | 12   |
| 4.°  | Palermo Bajo           | 0        | 0        | 6        | 159    | 217    | -58    | 8    |

|  | Clasifica a cuartos de final  |
|  | Disputa repechaje de revalida |

| 15 de marzo | Marista | 41 - 38 | Tucumán Lawn Tennis |                                          |                                          |
|             |         | Reporte |                     | Árbitro(s): Esteban Filipanics (Córdoba) | Árbitro(s): Esteban Filipanics (Córdoba) |

| 15 de marzo | Palermo Bajo | 25 - 29 | Gimnasia y Esgrima (R) |                                                |                                                |
|             |              | Reporte |                        | Árbitro(s): Nehuén Jauri Rivero (Buenos Aires) | Árbitro(s): Nehuén Jauri Rivero (Buenos Aires) |

| 22 de marzo | Tucumán Lawn Tennis | 47 - 33 | Palermo Bajo | La Caldera del Parque,                    |                                           |
|             |                     | Reporte |              | Árbitro(s): Simón Larrubia (Buenos Aires) | Árbitro(s): Simón Larrubia (Buenos Aires) |

| 22 de marzo | Gimnasia y Esgrima (R) | 23 - 16 | Marista |                                  |                                  |
|             |                        | Reporte |         | Árbitro(s): Juan López (Córdoba) | Árbitro(s): Juan López (Córdoba) |

| 26 de abril | Gimnasia y Esgrima (R) | 54 - 22 | Tucumán Lawn Tennis |                                          |                                          |
|             |                        | Reporte |                     | Árbitro(s): Esteban Filipanics (Córdoba) | Árbitro(s): Esteban Filipanics (Córdoba) |

| 26 de abril | Palermo Bajo | 27 - 31 | Marista |                                           |                                           |
|             |              | Reporte |         | Árbitro(s): Pedro López Vildoza (Tucumán) | Árbitro(s): Pedro López Vildoza (Tucumán) |

| 17 de mayo | Tucumán Lawn Tennis | 7 - 33  | Gimnasia y Esgrima (R) |                                     |                                     |
|            |                     | Reporte |                        | Árbitro(s): Juan Chumbita (Córdoba) | Árbitro(s): Juan Chumbita (Córdoba) |

| 17 de mayo | Marista | 34 - 31 | Palermo Bajo |                                           |                                           |
|            |         | Reporte |              | Árbitro(s): Federico Longobardi (Rosario) | Árbitro(s): Federico Longobardi (Rosario) |

| 28 de junio | Palermo Bajo | 24 - 31 | Tucumán Lawn Tennis |                                        |                                        |
|             |              | Reporte |                     | Árbitro(s): Federico Solari (Nordeste) | Árbitro(s): Federico Solari (Nordeste) |

| 28 de junio | Marista | 57 - 10 | Gimnasia y Esgrima (R) |                                   |                                   |
|             |         | Reporte |                        | Árbitro(s): Tomás Ninci (Córdoba) | Árbitro(s): Tomás Ninci (Córdoba) |

| 26 de julio | Tucumán Lawn Tennis | 19 - 33 | Marista |                                      |                                      |
|             |                     | Reporte |         | Árbitro(s): Juan Maio (Buenos Aires) | Árbitro(s): Juan Maio (Buenos Aires) |

| 26 de julio | Gimnasia y Esgrima (R) | 45 - 19 | Palermo Bajo |                                       |                                       |
|             |                        | Reporte |              | Árbitro(s): Luca Solda (Buenos Aires) | Árbitro(s): Luca Solda (Buenos Aires) |

### Zona 2
| Pos. | Equipos               | Partidos | Partidos | Partidos | Tantos | Tantos | Tantos | Pts. |
| Pos. | Equipos               | G        | E        | P        | PF     | PC     | DP     | Pts. |
| ---- | --------------------- | -------- | -------- | -------- | ------ | ------ | ------ | ---- |
| 1.°  | Jockey Club (C)       | 4        | 0        | 2        | 174    | 128    | +46    | 21   |
| 2.°  | Estudiantes de Paraná | 4        | 0        | 2        | 173    | 141    | +32    | 20   |
| 3.°  | Los Tordos            | 3        | 0        | 3        | 184    | 153    | +31    | 17   |
| 4.°  | Santa Fe RC           | 1        | 0        | 5        | 123    | 232    | -109   | 7    |

|  | Clasifica a cuartos de final  |
|  | Disputa repechaje de revalida |

| 15 de marzo | Los Tordos | 22 - 29 | Jockey Club (C) |                                               |                                               |
|             |            | Reporte |                 | Árbitro(s): Gonzálo De Achával (Buenos Aires) | Árbitro(s): Gonzálo De Achával (Buenos Aires) |

| 15 de marzo | Estudiantes de Paraná | 32 - 22 | Santa Fe RC |                                   |                                   |
|             |                       | Reporte |             | Árbitro(s): Tomás Ninci (Córdoba) | Árbitro(s): Tomás Ninci (Córdoba) |

| 22 de marzo | Jockey Club (C) | 20 - 27 | Estudiantes de Paraná |                                           |                                           |
|             |                 | Reporte |                       | Árbitro(s): Tomás Bertazza (Buenos Aires) | Árbitro(s): Tomás Bertazza (Buenos Aires) |

| 22 de marzo | Santa Fe RC | 36 - 31 | Los Tordos |                                          |                                          |
|             |             | Reporte |            | Árbitro(s): Esteban Filipanics (Córdoba) | Árbitro(s): Esteban Filipanics (Córdoba) |

| 26 de abril | Santa Fe RC | 7 - 47  | Jockey Club (C) |                                   |                                   |
|             |             | Reporte |                 | Árbitro(s): Cauã Ricardo (Brasil) | Árbitro(s): Cauã Ricardo (Brasil) |

| 26 de abril | Estudiantes de Paraná | 18 - 8  | Los Tordos |                                     |                                     |
|             |                       | Reporte |            | Árbitro(s): Juan Zubieta (Nordeste) | Árbitro(s): Juan Zubieta (Nordeste) |

| 17 de mayo | Jockey Club (C) | 30 - 29 | Santa Fe RC |                                        |                                        |
|            |                 | Reporte |             | Árbitro(s): Damián Schneider (Rosario) | Árbitro(s): Damián Schneider (Rosario) |

| 17 de mayo | Los Tordos | 41 - 37 | Estudiantes de Paraná |                                   |                                   |
|            |            | Reporte |                       | Árbitro(s): Tomás Ninci (Córdoba) | Árbitro(s): Tomás Ninci (Córdoba) |

| 28 de junio | Estudiantes de Paraná | 15 - 41 | Jockey Club (C) |                                           |                                           |
|             |                       | Reporte |                 | Árbitro(s): Federico Longobardi (Rosario) | Árbitro(s): Federico Longobardi (Rosario) |

| 28 de junio | Los Tordos | 60 - 14 | Santa Fe RC |                                      |                                      |
|             |            | Reporte |             | Árbitro(s): Agustín Altabe (Córdoba) | Árbitro(s): Agustín Altabe (Córdoba) |

| 26 de julio | Jockey Club (C) | 19 - 22 | Los Tordos |                                         |                                         |
|             |                 | Reporte |            | Árbitro(s): Gastón Roge (Mar del Plata) | Árbitro(s): Gastón Roge (Mar del Plata) |

| 26 de julio | Santa Fe RC | 15 - 32 | Estudiantes de Paraná |                                      |                                      |
|             |             | Reporte |                       | Árbitro(s): Agustín Altabe (Córdoba) | Árbitro(s): Agustín Altabe (Córdoba) |

### Zona 3
| Pos. | Equipos          | Partidos | Partidos | Partidos | Tantos | Tantos | Tantos | Pts. |
| Pos. | Equipos          | G        | E        | P        | PF     | PC     | DP     | Pts. |
| ---- | ---------------- | -------- | -------- | -------- | ------ | ------ | ------ | ---- |
| 1.°  | Jockey Club (R)  | 5        | 0        | 1        | 184    | 97     | +87    | 24   |
| 2.°  | Córdoba Athletic | 4        | 0        | 2        | 178    | 128    | +50    | 18   |
| 3.°  | La Tablada       | 2        | 0        | 4        | 150    | 194    | -44    | 13   |
| 4.°  | CRAI             | 1        | 0        | 5        | 92     | 185    | -93    | 5    |

|  | Clasifica a cuartos de final  |
|  | Disputa repechaje de revalida |

| 15 de marzo | Jockey Club (R) | 26 - 31 | Córdoba Athletic |                                           |                                           |
|             |                 | Reporte |                  | Árbitro(s): Simón Larrubia (Buenos Aires) | Árbitro(s): Simón Larrubia (Buenos Aires) |

| 15 de marzo | La Tablada | 34 - 35 | CRAI |                                        |                                        |
|             |            | Reporte |      | Árbitro(s): Federico Solari (Nordeste) | Árbitro(s): Federico Solari (Nordeste) |

| 22 de marzo | Córdoba Athletic | 20 - 17 | La Tablada |                                           |                                           |
|             |                  | Reporte |            | Árbitro(s): Federico Longobardi (Rosario) | Árbitro(s): Federico Longobardi (Rosario) |

| 22 de marzo | CRAI | 18 - 52 | Jockey Club (R) |                                   |                                   |
|             |      | Reporte |                 | Árbitro(s): Tomás Ninci (Córdoba) | Árbitro(s): Tomás Ninci (Córdoba) |

| 26 de abril | CRAI | 17 - 37 | Córdoba Athletic |                                  |                                  |
|             |      | Reporte |                  | Árbitro(s): Juan Martínez (Cuyo) | Árbitro(s): Juan Martínez (Cuyo) |

| 26 de abril | La Tablada | 10 - 45 | Jockey Club (R) |                                         |                                         |
|             |            | Reporte |                 | Árbitro(s): Gastón Roge (Mar del Plata) | Árbitro(s): Gastón Roge (Mar del Plata) |

| 17 de mayo | Córdoba Athletic | 46 - 10 | CRAI |                                           |                                           |
|            |                  | Reporte |      | Árbitro(s): Pedro López Vildoza (Tucumán) | Árbitro(s): Pedro López Vildoza (Tucumán) |

| 17 de mayo | Jockey Club (R) | 27 - 7  | La Tablada |                                     |                                     |
| |                 | Reporte |            | Árbitro(s): Juan Zubieta (Nordeste) | Árbitro(s): Juan Zubieta (Nordeste) |
| El partido se suspendió tras concluir la primera mitad debido a las condiciones climáticas. La segunda mitad se disputó el 18 de mayo. |                 |         |            |                                     |                                     |

| 28 de junio | La Tablada | 41 - 15 | Córdoba Athletic |                                          |                                          |
|             |            | Reporte |                  | Árbitro(s): Nicolás Cotic (Buenos Aires) | Árbitro(s): Nicolás Cotic (Buenos Aires) |

| 28 de junio | Jockey Club (R) | 29 - 14 | CRAI |                                          |                                          |
|             |                 | Reporte |      | Árbitro(s): Esteban Filipanics (Córdoba) | Árbitro(s): Esteban Filipanics (Córdoba) |

| 26 de julio | Córdoba Athletic | 13 - 21 | Jockey Club (R) |                                         |                                         |
|             |                  | Reporte |                 | Árbitro(s): Pablo Deluca (Buenos Aires) | Árbitro(s): Pablo Deluca (Buenos Aires) |

| 26 de julio | CRAI | 10 - 29 | La Tablada |                                             |                                             |
|             |      | Reporte |            | Árbitro(s): Jeremías Volante (Buenos Aires) | Árbitro(s): Jeremías Volante (Buenos Aires) |

### Zona 4
| Pos. | Equipos  | Partidos | Partidos | Partidos | Tantos | Tantos | Tantos | Pts. |
| Pos. | Equipos  | G        | E        | P        | PF     | PC     | DP     | Pts. |
| ---- | -------- | -------- | -------- | -------- | ------ | ------ | ------ | ---- |
| 1.°  | Duendes  | 4        | 0        | 2        | 179    | 138    | +41    | 21   |
| 2.°  | Tala     | 4        | 0        | 2        | 172    | 132    | +40    | 20   |
| 3.°  | CURNE    | 3        | 0        | 3        | 105    | 101    | +4     | 14   |
| 4.°  | Urú Curé | 1        | 0        | 5        | 159    | 244    | -85    | 8    |

|  | Clasifica a cuartos de final  |
|  | Disputa repechaje de revalida |

| 15 de marzo | Tala | 28 - 24 | Duendes |                                           |                                           |
|             |      | Reporte |         | Árbitro(s): Pedro López Vildoza (Tucumán) | Árbitro(s): Pedro López Vildoza (Tucumán) |

| 15 de marzo | Urú Curé | 26 - 19 | CURNE |                                           |                                           |
|             |          | Reporte |       | Árbitro(s): Federico Longobardi (Rosario) | Árbitro(s): Federico Longobardi (Rosario) |

| 22 de marzo | Duendes | 27 - 25 | Urú Curé |                                  |                                  |
|             |         | Reporte |          | Árbitro(s): Juan Martínez (Cuyo) | Árbitro(s): Juan Martínez (Cuyo) |

| 22 de marzo | CURNE | 34 - 14 | Tala |                                      |                                      |
|             |       | Reporte |      | Árbitro(s): Juan Maio (Buenos Aires) | Árbitro(s): Juan Maio (Buenos Aires) |

| 26 de abril | CURNE | 19 - 11 | Duendes |                                   |                                   |
|             |       | Reporte |         | Árbitro(s): Tomás Ninci (Córdoba) | Árbitro(s): Tomás Ninci (Córdoba) |

| 26 de abril | Urú Curé | 14 - 49 | Tala |                                           |                                           |
|             |          | Reporte |      | Árbitro(s): Federico Longobardi (Rosario) | Árbitro(s): Federico Longobardi (Rosario) |

| 17 de mayo | Duendes | 34 - 17 | CURNE |                                          |                                          |
|            |         | Reporte |       | Árbitro(s): Esteban Filipanics (Córdoba) | Árbitro(s): Esteban Filipanics (Córdoba) |

| 17 de mayo | Tala | 35 - 24 | Urú Curé |                              |                              |
|            |      | Reporte |          | Árbitro(s): Juan Maio (URBA) | Árbitro(s): Juan Maio (URBA) |

| 28 de junio | Urú Curé | 31 - 57 | Duendes |                                  |                                  |
|             |          | Reporte |         | Árbitro(s): Juan Martínez (Cuyo) | Árbitro(s): Juan Martínez (Cuyo) |

| 28 de junio | Tala | 28 - 10 | CURNE |                                         |                                         |
|             |      | Reporte |       | Árbitro(s): Gastón Roge (Mar del Plata) | Árbitro(s): Gastón Roge (Mar del Plata) |

| 26 de julio | Duendes | 26 - 18 | Tala |                                        |                                        |
|             |         | Reporte |      | Árbitro(s): Federico Solari (Nordeste) | Árbitro(s): Federico Solari (Nordeste) |

| 26 de julio | CURNE | 23 - 22 | Urú Curé |                                           |                                           |
|             |       | Reporte |          | Árbitro(s): Martín Eusebio (Buenos Aires) | Árbitro(s): Martín Eusebio (Buenos Aires) |

## Fase final
|  | Cuartos de final       | Cuartos de final                   | Cuartos de final                    |  |  | Semifinales      | Semifinales      | Semifinales      |  |  | Final            | Final            | Final            |  |
|  | 30 de agosto           | 30 de agosto                       | 30 de agosto                        |  |  | 20 de septiembre | 20 de septiembre | 20 de septiembre |  |  | 27 de septiembre | 27 de septiembre | 27 de septiembre |  |
|  |                        |                                    |                                     |  |  |                  |                  |                  |  |  |                  |                  |                  |  |
|  |                        |                                    |                                     |  |  |                  |                  |                  |  |  |                  |                  |                  |  |
|  | Marista                |                                    |                                     |  |  |                  |                  |                  |  |  |                  |                  |                  |  |
|  |                        |                                    |                                     |  |  |                  |                  |                  |  |  |                  |                  |                  |  |
|  | Tala                   |                                    |                                     |  |  |                  |                  |                  |  |  |                  |                  |                  |  |
|  |                        |                                    |                                     |  |  |                  |                  |                  |  |  |                  |                  |                  |  |
|  |                        |                                    |                                     |  |  |                  |                  |                  |  |  |                  |                  |                  |  |
|  |                        |                                    |                                     |  |  |                  |                  |                  |  |  |                  |                  |                  |  |
|  | Jockey Club (R)        |                                    |                                     |  |  |                  |                  |                  |  |  |                  |                  |                  |  |
|  |                        |                                    |                                     |  |  |                  |                  |                  |  |  |                  |                  |                  |  |
|  | Estudiantes de Paraná  |                                    |                                     |  |  |                  |                  |                  |  |  |                  |                  |                  |  |
|  |                        |                                    |                                     |  |  |                  |                  |                  |  |  |                  |                  |                  |  |
|  |                        |                                    |                                     |  |  |                  |                  |                  |  |  |                  |                  |                  |  |
|  |                        |                                    |                                     |  |  |                  |                  |                  |  |  |                  |                  |                  |  |
|  | Jockey Club (C)        |                                    |                                     |  |  |                  |                  |                  |  |  |                  |                  |                  |  |
|  |                        |                                    |                                     |  |  |                  |                  |                  |  |  |                  |                  |                  |  |
|  | Córdoba Athletic       |                                    |                                     |  |  |                  |                  |                  |  |  |                  |                  |                  |  |
|  |                        | Bandera de la Provincia de Córdoba |                                     |  |  |                  |                  |                  |  |  |                  |                  |                  |  |
|  |                        |                                    |                                     |  |  |                  |                  |                  |  |  |                  |                  |                  |  |
|  |                        |                                    | Bandera de la Provincia de Santa Fe |  |  |                  |                  |                  |  |  |                  |                  |                  |  |
|  | Duendes                |                                    |                                     |  |  |                  |                  |                  |  |  |                  |                  |                  |  |
|  |                        |                                    |                                     |  |  |                  |                  |                  |  |  |                  |                  |                  |  |
|  | Gimnasia y Esgrima (R) |                                    |                                     |  |  |                  |                  |                  |  |  |                  |                  |                  |  |
|  |                        |                                    |                                     |  |  |                  |                  |                  |  |  |                  |                  |                  |  |
|  |                        |                                    |                                     |  |  |                  |                  |                  |  |  |                  |                  |                  |  |

Cuartos de final
| 30 de agosto | Marista | vs. | Tala |  |  |

| 30 de agosto | Jockey Club (R) | vs. | Estudiantes de Paraná |  |  |

| 30 de agosto | Jockey Club (C) | vs. | Córdoba Athletic |  |  |

| 30 de agosto | Duendes | vs. | Gimnasia y Esgrima (R) |  |  |

Semifinales
| 20 de septiembre | Ganador Cuartos de final 1 | vs. | Ganador Cuartos de final 3 |  |  |

| 20 de septiembre | Ganador Cuartos de final 2 | vs. | Ganador Cuartos de final 4 |  |  |

Final
| 27 de septiembre | Ganador Semifinal 1 | vs. | Ganador Semifinal 2 |  |  |

## Repechajes
Los partidos de repechaje enfrentaron a los equipos eliminados en la fase de grupos del torneo, con los clasificados 3.° actuando de local. Los cuatro perdedores disputarán los partidos de reválida para mantener la categoría y disputar el Torneo del Interior A 2026.
| 30 de agosto | Tucumán Lawn Tennis Club | vs. | Urú Curé |  |  |

| 30 de agosto | Los Tordos Rugby Club | vs. | CRAI |  |  |

| 30 de agosto | La Tablada | vs. | Santa Fe Rugby Club |  |  |

| 30 de agosto | CURNE | vs. | Palermo Bajo |  |  |

## Reválidas (descenso)
Los partidos de reválidas enfrenta a los equipos que perdieron los partidos de repechaje del Torneo del Interior A 2025 contra los cuatro mejores equipos del Torneo del Interior B 2025. Los ganadores clasificarán al Torneo del Interior A 2026.
| 20 de septiembre | Perdedor de repechaje 1 | vs. | Semifinalista del Torneo del Interior B 2025 |  |  |

| 20 de septiembre | Perdedor de repechaje 2 | vs. | Semifinalista del Torneo del Interior B 2025 |  |  |

| 20 de septiembre | Perdedor de repechaje 3 | vs. | Subcampeón del Torneo del Interior B 2025 |  |  |

| 20 de septiembre | Perdedor de repechaje 4 | vs. | Campeón del Torneo del Interior B 2025 |  |  |